# Prédiction de la fin du monde de 2011

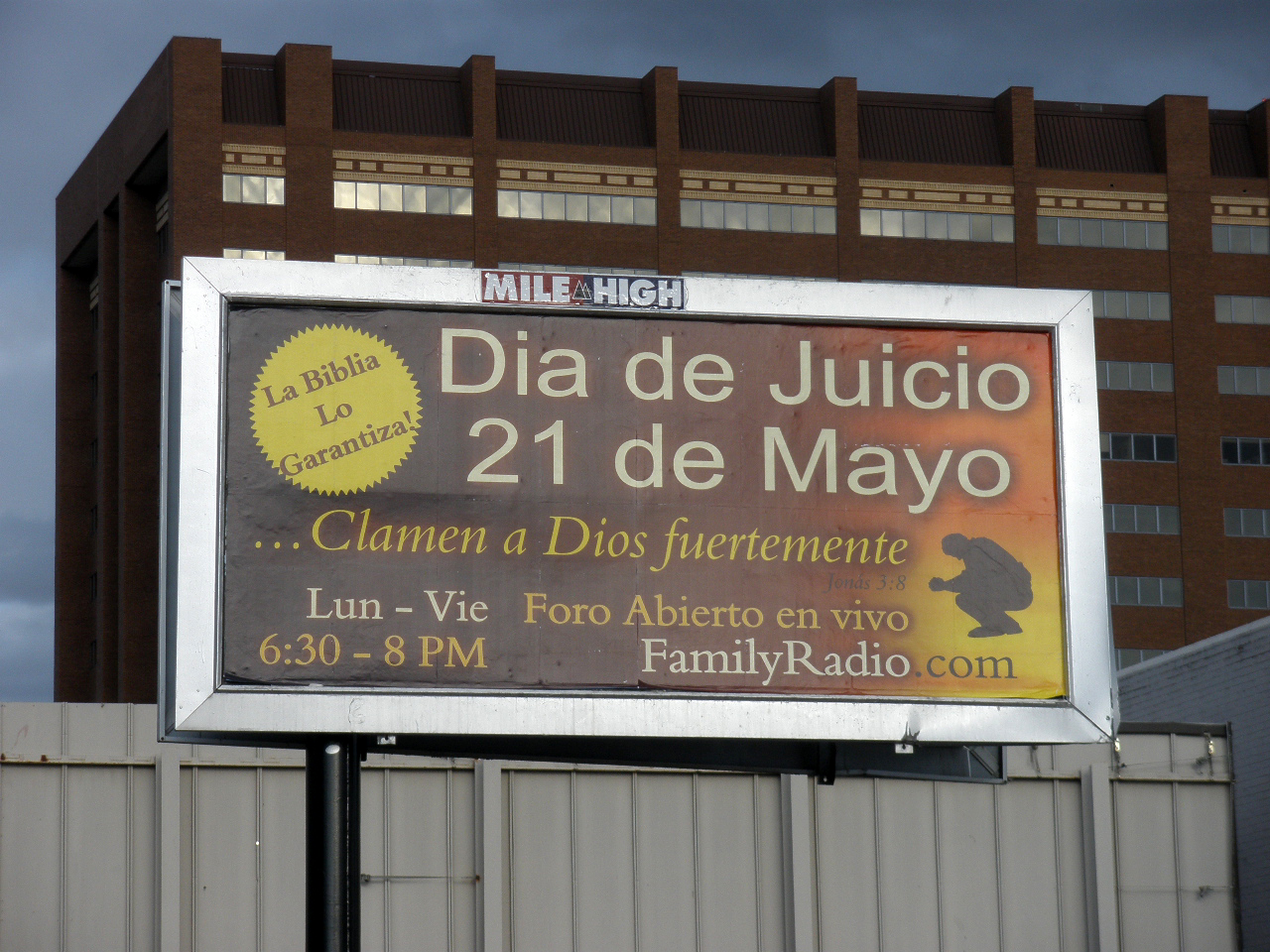
Panneau de Family Radio à Denver annonçant la fin du monde le 21 mai 2011.

La prédiction de la fin du monde de 2011, annoncée par l'animateur de la radio chrétienne Family Radio Harold Camping, prédisait que le 21 mai 2011 allait être le jour du jugement dernier et que le monde serait détruit cinq mois plus tard le 21 octobre 2011. 
Le jugement dernier devait se réaliser à partir de 18 heures heure locale, et l'enlèvement de l'Église devait balayer successivement les fuseaux horaires pour amener les élus de Dieu au paradis (approximativement 200 millions de personnes soit 3 % de la population mondiale) tandis que le reste de la population mourrait le 21 octobre après que la terre eut été dévastée par cinq mois de puissants séismes.
Il s'agit de la deuxième fausse prédiction d'Haring, celui-ci ayant déjà annoncé la fin du monde pour 1994.

## Prédictions
- L'enlèvement des croyants vers le paradis se déroulera le 21 mai 2011.
- De puissants séismes (supérieur au séisme japonais de 2011) débuteront à 18 heures (heure locale) (04:00 UTC).
- La fin du monde se déroulera cinq mois plus tard le 21 octobre 2011.

## Les «preuves» de Camping
Harold Camping avait calculé la date du déluge à 4990 a.v J-C. Utilisant la phrase de la genèse 7:4 « Dans sept jours j'enverrai la pluie sur la terre » et en la combinant avec une phrase de Pierre 2 « Un jour avec le seigneur, c'est comme mille ans et mille ans avec le seigneur, c'est comme un jour », il en conclut que le deuxième déluge (qu'il voyait comme la fin du monde) se déroulerait 7000 ans après 4990 a.v J-C, soit en 2011.